# Jean Restout der Ältere
Jean Restout der Ältere (getauft am 26. März 1663 in Caen; † 20. Oktober 1702 in Rouen) war ein französischer Maler.

## Leben
Restout gehörte einer Malerfamilie an, die sein Grußvater Marguerin Restout in Caen begründete. Er war der dritte Sohn des Malers Marc Antione Restout (14. Februar 1616 – 5. April 1684) und dessen Frau Jeanne (geborene Heusté). Restout hatte neun Geschwister, von denen sich sechs der Malerei widmeten. Er wurde, ebenso wie seine Geschwister, vom Vater in Malerei, Zeichnen, Baukunst und Bildhauerei unterwiesen. Später wurde er ein Schüler von Pierre Le Tellier (1614–1702).
Am 18. Juni 1685 heiratete er Marie-Madeleine (geborene Jouvenet, 1655 – 28. Oktober 1698), eine Tochter von Laurent Jouvenet und dessen Frau Catherine Deleuze. Der Maler Jean Jouvenet, der wie seine Mutter einer bekannten Künstlerdynastie aus Rouen angehörte, war sein Schwager. Aus dieser Ehe gingen mindestens sechs Kinder hervor, drei Töchter und drei Söhne. Eine Tochter wurde Nonne in der Abtei Sainte-Trinité in Caen und war auch als Malerin und Musikerin aktiv. Ein Sohn Jean Restout der Jüngere (26. März 1692 – 1. Januar 1768), wurde Historien- und Bildnismaler. Er heiratet am 14. November 1729 Marie-Anne (geborene Hallé), eine Tochter des Malers Claude Guy Hallé (1652–1736). Deren Sohn Jean Bernard Restout (22. Februar 1732 – 18. Juli 1797) wurde Maler und Kupferstecher und wurde der berühmteste Künstler dieser Familie.
Restouts Stil ähnelt dem seines Schwagers Jean Jouvenet so sehr, dass deren Bilder schwer auseinanderzuhalten sind. Er war seit 1695 Mitglied der Gilde St. Lucas in Rouen und schuf mehrere Kirchenbilder. Restout starb bevor er 40 Jahre alt war und auch seine Frau war früh verstorben. So wurden seine Kinder zu Waisen und seine Brüder, die nicht die kirchliche Laufbahn eingeschlagen hatten, also Pierre und Thomas Restout, kamen nach Rouen, um die Kinder zurück nach Caen, in die Heimatstadt ihrer Familie zu holen und sich um ihre Ausbildung zu kümmern. Vermutlich waren es nur noch zwei Kinder, die spätere Nonne und der Maler.